# 大信寺 (東京都港区)

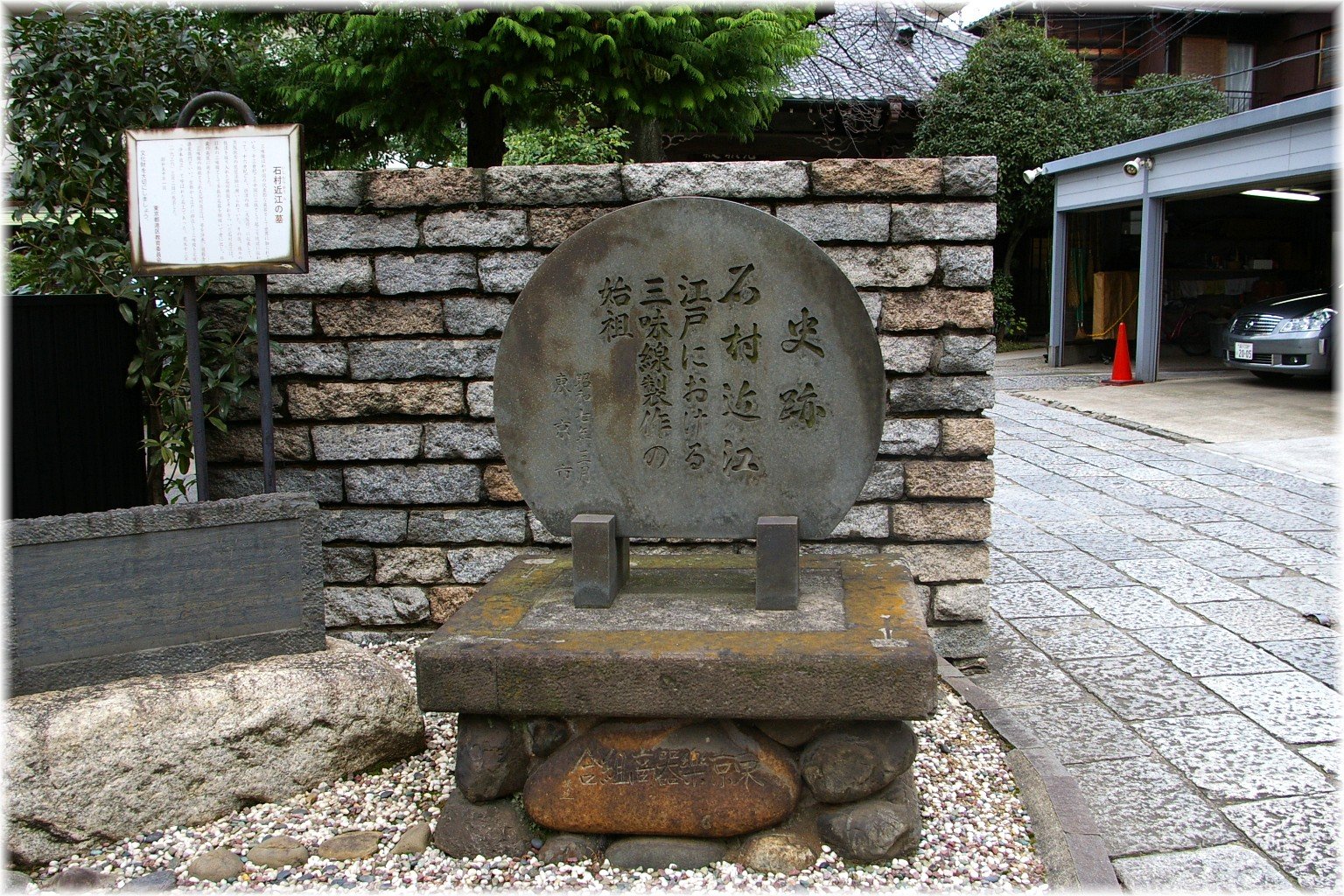
史跡 石村近江

大信寺（だいしんじ）とは東京都港区三田四丁目7-20に存在する浄土宗の寺院。詳しくは宝島山峯樹院大信寺（ほうとうざん ほうじゅいん だいしんじ）という。別名「三味線寺」。

## 沿革
慶長16年（1611年）涼公上人が、江戸幕府より南八丁堀に寺領を拝領し寺院を創建した。この時の山号は峰島山であった。
寛永12年（1635年）江戸の町の発展に伴い上知により現在の三田に移転した。翌、寛永13年（1636年）江戸における三味線製作の始祖とされる石村源左衛門が当寺に葬られ、以後、当寺は三味線製作者石村近江累代の墓所となった。

## アクセス
- 都営地下鉄浅草線・京急本線 泉岳寺駅より徒歩8分
- 東京メトロ南北線・都営地下鉄三田線 白金高輪駅 2出口より徒歩2分